# Phomopsis litoralis
Phomopsis litoralis är en svampart som beskrevs av Petr. 1931. Phomopsis litoralis ingår i släktet Phomopsis och familjen Diaporthaceae.   Inga underarter finns listade i Catalogue of Life.